# SN 1997cp
SN 1997cp – supernowa nieznanego typu odkryta 2 czerwca 1997 roku w galaktyce A214436-5725. W momencie odkrycia miała maksymalną jasność 20,30m.